# 富蘭克林鎮區 (密蘇里州牛頓縣)
富蘭克林鎮區（英語：Franklin Township）是位於美國密蘇里州牛頓縣的一個行政鎮區。

## 地方資料
富蘭克林鎮區的面積為145.67平方千米，當中陸地面積為145.53平方千米，而水域面積為0.14平方千米。根據2020年美國人口普查的數據，當地共有人口1747人，而人口密度為每平方千米11.99人。